# Willie Smith (cestista)
William C. Smith, detto Willie (Las Vegas, 26 ottobre 1953), è un ex cestista statunitense, professionista nella NBA.

## Carriera
Venne selezionato dai Chicago Bulls al secondo giro del Draft NBA 1976 (18ª scelta assoluta).

## Palmarès
- All-WBA First Team (1979)
- CBA Most Valuble Player (1981)
- All-CBA First Team (1981)
- Migliore nelle palle recuperate CBA (1983)